# Urda
Urda è un comune spagnolo di 3 022 abitanti situato nella comunità autonoma di Castiglia-La Mancia.